# Steve Hansen
Stephen William Hansen (Dunedin, 7 de mayo de 1959) es un exjugador y entrenador neozelandés de rugby que se desempeñaba como centro.

## Carrera
Hansen no tuvo una reconocida carrera como jugador, jugó de centro en Canterbury RFU y fue suplente normalmente. Ganó la ITM Cup de 1983.
En 1987 se marchó a Francia donde jugó una temporada en el Atlantique Stade Rochelais con más regularidad. Se retiró en 1989 con 30 años recién cumplidos.

## Entrenador
Obtuvo el puesto de entrenador en Canterbury RFU en 1996, al mismo tiempo trabajaba como asistente de los Canterbury Crusaders, una de las franquicias neozelandesas del Super Rugby.

### Selección de Gales
En 2002 se le ofreció el cargo de entrenador de los Dragones Rojos por dos años, aceptó la oferta.

### Selección de Nueva Zelanda
Al finalizar el contrato con Gales fue llamado por el entonces entrenador de los All Blacks, Graham Henry, quien le ofreció el puesto de asistente. Hansen aceptó y en 2011 Henry ganó el Mundial de Nueva Zelanda 2011 y una vez finalizados los partidos de ese año, se retiró de la actividad dejando a Hansen como entrenador. En 2015 se coronó una vez más campeón del mundo en el certamen mundialista celebrado en la Ciudad de Londres. En julio de 2016 renovó su contrato con la Federación Neozelandés para seguir al frente del seleccionado hasta 2019, año en el que se celebrará el noveno mundial en Japón.

## Participaciones en la Copa del Mundo
Con Gales disputó la Copa del Mundo de Australia 2003 logrando el objetivo de alcanzar los cuartos de final.
| Mundial                       | Sede      | Equipo | Resultado        | PJ | PG | PE | PP | Pts + | Pts - |
| ----------------------------- | --------- | ------ | ---------------- | -- | -- | -- | -- | ----- | ----- |
| Copa Mundial de Rugby de 2003 | Australia | Gales  | Cuartos de final | 5  | 3  | 0  | 2  | 149   | 126   |

Con Nueva Zelanda disputó el Mundial de Inglaterra 2015 consiguiendo la tercera estrella para su país.
| Mundial                       | Sede       | Equipo        | Resultado     | PJ | PG | PE | PP | Pts + | Pts - |
| ----------------------------- | ---------- | ------------- | ------------- | -- | -- | -- | -- | ----- | ----- |
| Copa Mundial de Rugby de 2015 | Inglaterra | Nueva Zelanda | Campeón       | 7  | 7  | 0  | 0  | 290   | 97    |
| Copa Mundial de Rugby de 2019 | Japón      | Nueva Zelanda | Tercer puesto | 7  | 5  | 1  | 1  | 250   | 72    |

## Palmarés
- Campeón de la Copa del Mundo de Rugby en 2015.
- Campeón del Rugby Championship de 2012, Rugby Championship 2013, 2014 2015, 2016, 2017 y 2018.
- Campeón de la ITM Cup de 2001.
- Campeón de la ITM Cup de 1983 como jugador.